# Zgornje Konjišče
Zgornje Konjišče este o localitate din comuna Apače, Slovenia, cu o populație de 95 de locuitori.